# Przybynów (gromada)
Przybynów – dawna gromada, czyli najmniejsza jednostka podziału terytorialnego Polskiej Rzeczypospolitej Ludowej w latach 1954–1972.
Gromady, z gromadzkimi radami narodowymi (GRN) jako organami władzy najniższego stopnia na wsi, funkcjonowały od reformy reorganizującej administrację wiejską przeprowadzonej jesienią 1954 do momentu ich zniesienia z dniem 1 stycznia 1973, tym samym wypierając organizację gminną w latach 1954–1972.
Gromadę Przybynów z siedzibą GRN w Przybynowie utworzono – jako jedną z 8759 gromad na obszarze Polski – w powiecie zawierciańskim w woj. stalinogrodzkim, na mocy uchwały nr 24/54 WRN w Stalinogrodzie z dnia 5 października 1954. W skład jednostki weszły obszary dotychczasowych gromad Przybynów i Wysoka Lelowska ze zniesionej gminy Żarki oraz obszar dotychczasowej gromady Zaborze ze zniesionej gminy Poraj w tymże powiecie; a także oddziały leśne nr nr 4A–8A i 53A–56A z Nadleśnictwa Rzeniszów. Dla gromady ustalono 21 członków gromadzkiej rady narodowej.
1 stycznia 1956 gromada weszła w skład nowo utworzonego powiatu myszkowskiego w tymże województwie
20 grudnia 1956 województwo stalinogrodzkie przemianowano (z powrotem) na katowickie.
31 grudnia 1959 do gromady Przybynów włączono obszar zniesionej gromady Zawada w tymże powiecie, równocześnie przenosząc siedzibę GRN gromady Przybynów z Przybynowa do Żarek.
31 grudnia 1961 z gromady Przybynów wyłączono część obszaru wsi Wysoka Lelowska o powierzchni 96,20 ha, włączając ją do gromady Masłońskie w tymże powiecie.
Gromada przetrwała do końca 1972 roku, czyli do kolejnej reformy gminnej. 1 stycznia 1973 w powiecie myszkowskim utworzono gminę Przybynów.